# Kaifeck (Waidhofen)

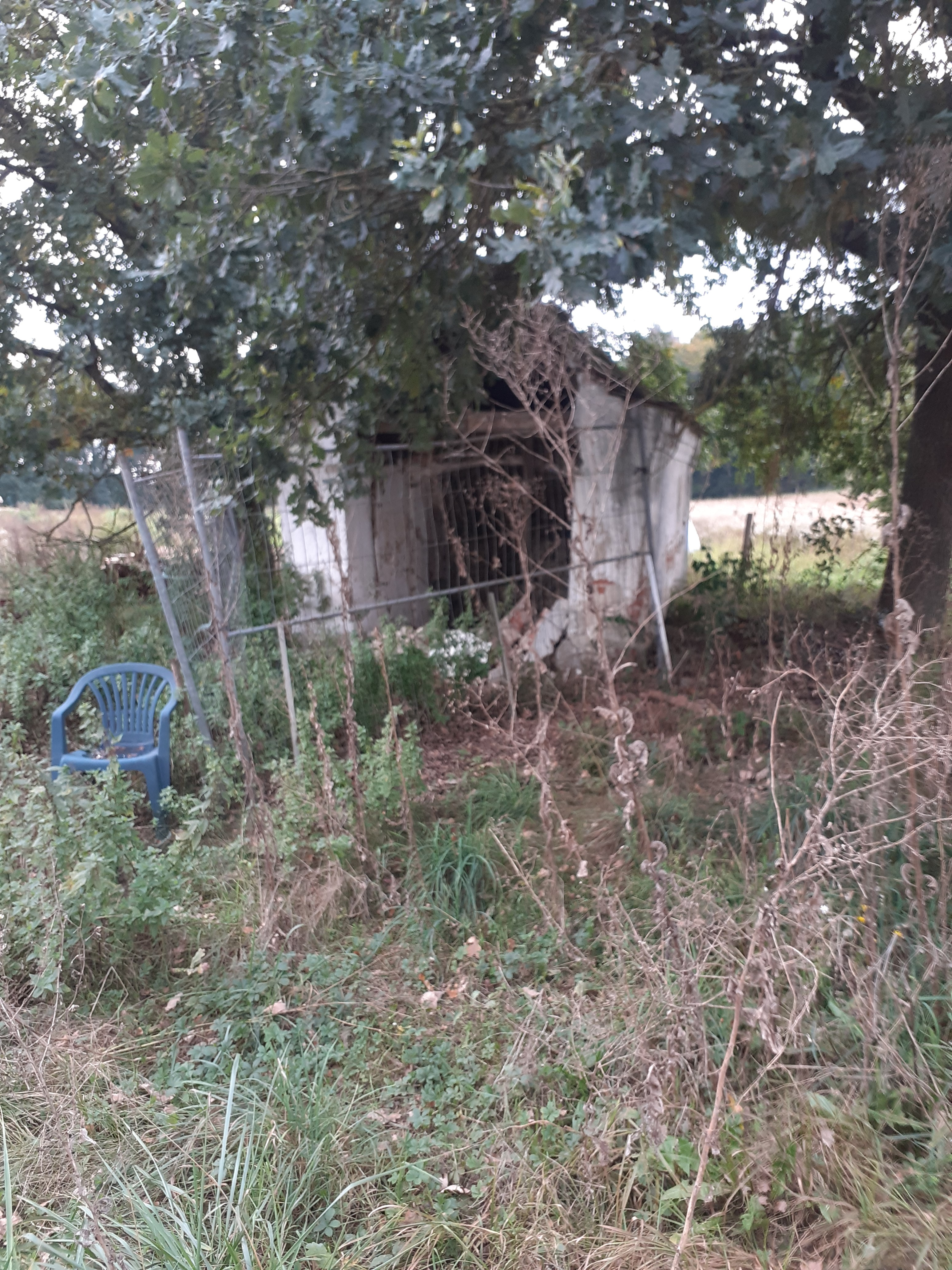
Kaifeck

Kaifeck ist eine Einöde in der Gemarkung Wangen und ein Ortsteil der Gemeinde Waidhofen im oberbayerischen Landkreis Neuburg-Schrobenhausen.

## Geographie
Kaifeck liegt circa 1 km nordwestlich von Waidhofen inmitten der Hallertau in der Planungsregion Ingolstadt. Südlich der Einöde fließt die Paar. Über die Kreisstraße ND 22 ist Kaifeck an das deutsche Straßennetz angeschlossen. Es besteht im Wesentlichen aus zwei Bauernhöfen und mehreren Nebengebäuden. Der durch den dort 1922 begangenen ungeklärten Mehrfachmord bekannte frühere Hof Hinterkaifeck lag etwa einen Kilometer nördlich von Kaifeck, gehörte aber zum benachbarten Dorf Gröbern.

## Sehenswürdigkeiten
- Römisch-katholische Kapelle mit Lourdesgrotte aus dem 18. Jahrhundert